# Daniel Kreutzfeldt
Daniel Adelhard Kreutzfeldt (født 19. november 1987 i Roskilde) er en tidligere dansk cykelrytter fra Greve, der kørte både baneløb og landevejsløb. De bedste af sine resultater har han dog opnået ved baneløb. I 2009 kørte han for det danske continentalhold Team Capinordic.
Ved norske Ringerike Grand Prix 2008, der foregik i Østlandet, blev han dels vinder af løbets hårdeste etaper og desuden vinder af ungdomskonkurrencen.
Med deltagelsen i Sommer-OL 2008 levede han op til sine egne mål ved at opnå en sjetteplads efter 160 runder på velodromen.
Inden løbet havde Kreutzfeldt sat sig mål om at slutte blandt de otte bedste ved sin første OL-deltagelse.
Han sad med i en femmandsgruppe, der tidligt i løbet hentede en runde på resten af feltet, og det bragte ham op i top tre efter den ottende sprint cirka halvvejs i løbet. Men herefter havde han ikke kræfter nok til følge med de hurtigste ryttere, og langsomt faldt Kreutzfeldt tilbage i tabellen.
Ved sit første professionelle seksdagesløb på hjemmebanen i Ballerup Super Arena i 2009, opnåede han sammen med sin makker Christian Grasmann en 7.-plads.
Under VM i banecykling 2009 i polske Pruszkow, gjorde han en flot åbning, da han på åbningsdagen vandt sølv i pointløbet.
Ydermere vandt han i 2009 guld i pointløb og scratch ved DM i Ballerup Super Arena.
Ultimo september 2010 meddelte Daniel Kreuzfeldt, at han ønskede at indstille sin karrieren for at vende tilbage til det traditionelle arbejdsmarked. Lysten til den daglige træning var væk.
Daniel Kreutzfeldt er en ældre bror til cykelrytteren Christian Kreutzfeldt.